# Mont Silali
Le mont Silali est un volcan endormi du rift de Gregory, près de Kapedo, au Kenya, à environ 70 kilomètres au nord du lac Baringo. Il se trouve au sud de la vallée de la Suguta, laquelle rejoint le nord du lac Turkana.

## Géologie
Le mont Silali fait partie d'un groupe de volcans qui comprend le Paka et le Korosi, situés dans les plaines de Loyamoruk, à l'est du comté de Baringo.
C'est un volcan né entre 400 000 et 220 000 ans avant le présent, et qui était toujours actif il y a 7 000 ans. Il présente la plus grande caldeira du rift de Gregory. Son développement avant la formation de la caldeira commence avec des laves peralcalines, trachytes et pyroclastes, suivies par des laves légèrement alcalines, transition vers des basaltes. Ces basaltes ont une composition similaire aux basaltes d'îles volcaniques, mais leurs isotopes indiquent une origine distincte.
Le rift du Kenya est orienté nord-sud, mais, dans le passé, la contrainte tectonique horizontale était orientée est-ouest, dans la direction de l'extension crustale. L'alignement des évents volcaniques, des cônes volcaniques, des dômes de lave et des fossés d'effondrement récents indique que la direction de la contrainte a changé pour s'orienter nord-sud lors du dernier demi-million d'années.

## Environnement
La température annuelle moyenne dans les plaines de Loyamoruk est de 26 °C, atteignant 40 °C en saison chaude. La moyenne des précipitations est de 594 mm, avec une grande variabilité. La savane d'épineux est traversée par aucun cours d'eau permanent, la rivière Nginyang ne coulant qu'après les pluies. Il existe cependant quelques pâtures permanents sur les hauteurs. Selon les sources orales, l'environnement est devenu significativement plus aride à la fin du XXe et au début du XXIe siècle, avec une diminution des surfaces enherbées et de la diversité de la flore.

## Potentiel énergétique
La montagne est une source potentielle d'énergie géothermique. Il existe des sources chaudes à Kapedo, avec des températures d'eau allant de 45 à 55 °C. La partie orientale de la région présente plusieurs fumerolles ainsi que des sols altérés par la chaleur, avec des températures allant de 65 à 90 °C
En septembre 2011, la Geothermal Development Company (GDC) du Kenya annonce que dix-neuf compagnies ont déposé des offres pour créer des centrales géothermiques autour du lac Bogoria et à Silali. Huit devraient être choisies, chacune devant construire une centrale de 100 MW avec un début de production envisagé pour 2017. Le premier forage n'est cependant effectué qu'en 2019.